# Bunuri mobile din domeniul documente clasate în patrimoniul cultural național al României aflate în județul Timiș
Acestă listă conține bunurile mobile din domeniul documente clasate în Patrimoniul cultural național al României aflate la momentul clasării în județul Timiș.

## Tezaur
| Foto | Informații generale | Detalii tehnice                                                                  | Descriere | Deținător                   | Legături |
| ---- | --- | -------------------------------------------------------------------------------- | --- | --------------------------- | -------- |
|      | Diploma de ridicare a Timișoarei la rangul de oraș cezaro crăiesc Autor: Josephus II                                                                                    | Datare: 1781 Dimensiuni: 34,8x27,4 cm; Dsigiliu: 15 cm Material: pergament       | Diplomă legată în piele cu 24 de file, (22 din pergament, 2 din hârtie - prima și ultima) însoțit de sigiliul mare imperial în capsulă de bronz. Legătura în piele maro cu motive ornamentale vegetale, în centru având un scut oval cu blazonul Boemiei. Fila 1 și 24 sunt de gardă. Fila 2 pictată pe verso (acuarelă) cu personaje alegorice având în centru stema orașului Timișoara. Medalion rotund de culoare gri-albăstrui, pe margine, pe fond alb inscripția circulară "SIGILL. LIBER. ET REGIÆ CIVITATIS TEMESVARIEN." În centru stema orașului Timișoara: scut baroc, despicat partea superioară find tăiată rezultând trei câmpuri. Câmpul I, roșu cu patru fascii ondulate argintii. Câmpul II: auriu mobilat cu un turn de apă din zidărie cu acoperiș roșu având în partea superioară două stindarde ale Casei de Savoya (roșu cu cruce argintie). Jos sunt figurate în albastru un curs al apei, și în verde, malul acestuia. Câmpul III: silueta cetății Timișoara, așezată pe câmpie verde cu un curs de apă, curgând de la stânga la dreapta. Partea superioară a câmpului albastră cu soare răsare și corn de lună apune, în creștere, din argint. Peste câmpuri, în centru scut francez auriu cu acvila bicefală austriacă austriacă, pe piept inscripția "I II". Blazonul este flancat de doi tenanți (armăsari). | Muzeul Banatului, Timișoara | Cimec    |
|      | Diplomă imperială de acordare a rangului de oppidum privilegiat pentru Becicherecul Mare Autor: Cancelaria imperială din Viena                                          | Datare: 1824 Dimensiuni: 35x26 cm Material: hârtie; pergament                    | Diplomă legată în catifea cu 8 file din hârtie, tipărite și completate manual, împreună cu 2 file de pergamnet manuscrise, însoțit de sigiliul imperial în capsulă de bronz. Textul sigiliului: FRANCISCUS I D.E.CL. AUSTR. IMP. HIBE. HUNG. LON. DALM. CROAT. SLAV. & REX AP. ARCH. AUST. DUX LOTH. SALLSB VIRCEB & INERANC. M. D. CRAC. Totul într-o cutie de zinc. Diploma posibil fragmentară. | Muzeul Banatului, Timișoara | Cimec    |
|      | Diplomă de onoare a Societății Muzeale de Istorie și Arheologie din Ungaria de Sud acordată primarului orașului Timișoara, dr. Telbisz Karoly Autor: Societatea Muzeală | Datare: 10.04.1910 Dimensiuni: 34,5x22 cm Material: hârtie; carton; mătase; lemn | Diplomă cu două coperți de carton îmbrăcate în mătase roz însoțit de sigiliul Societății Muzeale de Istorie și Arheologie din Ungaria de Sud în capsulă de lemn. Pe prima copertă sunt imprimate ornamente aurii și text pe șapte rânduri "Meltosagos / Dr. TELBISZ KAROLY / polgarmester urnak / A Delmagyarorszagi Torten. Es Regeszeti / Muzeum-Tarsulat / Tiszteleti Tagjanak. / 1910." cu litere aurii. Cuprinde 4 file de hârtie, din care 3 file scrise de mână. Pe fila 1 este imprimat antetul Societății Muzeale de Istorie și Arheologie din Ungaria de Sud, sub care se află un mic ornament vegetal, iar dedesubt un text scris de mână în limba maghiară pe 10 rânduri. Pe fila 2 se repetă antetul societății, ornamentul vegetal și un text scris de mână în limba maghiară pe toată fila. Pe fila 3 continuă textul scris de mână în limba maghiară și se află două semnături originale: a președintelui Societății, Kapdebo Gergely și a secretarului Societății, dr. Berkeszi Istvan. | Muzeul Banatului, Timișoara | Cimec    |

## Fond
| Foto | Informații generale                                                                   | Detalii tehnice                       | Descriere | Deținător                   | Legături |
| ---- | ------------------------------------------------------------------------------------- | ------------------------------------- | --- | --------------------------- | -------- |
|      | Manifest lansat de aviația franceză în Primul Război Mondial Autor: Marele Stat Major | Dimensiuni: 25x17 cm Material: hârtie | O filă tipărită față-verso, manifestul din Primul Război Mondial lansat, în anii 1917-1918, de către aviația militară franceză în tranșeele armate austro-ungare pentru a demoraliza soldații, bilingv româno-poloneză, slovacă, cehă. | Muzeul Banatului, Timișoara | Cimec    |
|      | Manifest lansat de aviația franceză în Primul Război Mondial Autor: Marele Stat Major | Dimensiuni: 25x17 cm Material: hârtie | O filă tipărită față-verso, manifestul din Primul Război Mondial lansat, în anii 1917-1918, de către aviația militară franceză în tranșeele armate austro-ungare pentru a demoraliza soldații, bilingv româno-poloneză, slovacă, cehă. | Muzeul Banatului, Timișoara | Cimec    |